# Bahnstrecke Bastuträsk–Skelleftehamn
| Bahnhof Bastuträsk bei Nacht |                                                        |                                                   |                                                   |
| Streckennummer: | 124                                                    |                                                   |                                                   |
| Streckenlänge: | 66 km                                                  |                                                   |                                                   |
| Spurweite: | 1435 mm (Normalspur)                                   |                                                   |                                                   |
| Stromsystem: | 15 kV 16 2/3 Hz ~                                      |                                                   |                                                   |
| Maximale Neigung: | 17,6 ‰                                                 |                                                   |                                                   |
| Streckengeschwindigkeit: | Bandel 143: (Bastuträsk)– Skelleftehamns övre 100 km/h |                                                   |                                                   |
| |                                                        |                                                   |                                                   |
| \| \| \| von Boden \| \| \| \| 0,0 \| Bastuträsk \| Bastuträsk \| \| \| \| von und nach Vännäs \| \| \| \| 5,0 \| Röjnoret (bis 1969) \| Röjnoret (bis 1969) \| \| \| 15,5 \| Finnforsfallet (früher Personenhalt) \| Finnforsfallet (früher Personenhalt) \| \| \| 17,9 \| Grundfors \| Grundfors \| \| \| 22,4 \| Krångfors \| Krångfors \| \| \| 24,0 \| Slut (1935–1965) \| Slut (1935–1965) \| \| \| 27,7 \| Stavbäck \| Stavbäck \| \| \| 31,8 \| Klutmark \| Klutmark \| \| \| 33,22 \| Skellefteälven \| Skellefteälven \| \| \| 23,3 \| Boliden (24. Sept. 1929–10. Juni 1991) \| Boliden (24. Sept. 1929–10. Juni 1991) \| \| \| \| \| \| \| \| 0,0 34,8 \| Slind \| Slind \| \| \| 38,3 \| Medle \| Medle \| \| \| 44,1 \| Klintfors \| Klintfors \| \| \| 45,2 \| Skellefte-Degerbyn \| Skellefte-Degerbyn \| \| \| 47,4 \| Skellefteå \| Skellefteå \| \| \| \| (1915–1983: Skellefteå stad, früher Personenhalt) \| \| \| \| 48,9 \| Boviksvägen \| Boviksvägen \| \| \| 49,8 \| Mullberget \| Mullberget \| \| \| 49,8 \| Morön \| Morön \| \| \| 50,5 \| Hedensbyn (früher Brattåkern) \| Hedensbyn (früher Brattåkern) \| \| \| 50,6 \| Brattåkern \| Brattåkern \| \| \| 51,3 \| Risön (früher Morön) \| Risön (früher Morön) \| \| \| 52,5 \| Tuvan \| Tuvan \| \| \| 53,2 \| Bergsbyn \| Bergsbyn \| \| \| 54,3 \| Bergsholmen \| Bergsholmen \| \| \| 55,7 \| Bergsängen \| Bergsängen \| \| \| 55,7 \| Gunsen (früher Bergsängen) \| Gunsen (früher Bergsängen) \| \| \| 57,0 \| Furubacken \| Furubacken \| \| \| 57,7 \| Klemensnäs \| Klemensnäs \| \| \| 58,3 \| Innerursviken \| Innerursviken \| \| \| 59,3 \| Ursviken (ehemals Bhf.) \| Ursviken (ehemals Bhf.) \| \| \| 60,2 \| Åkerviken \| Åkerviken \| \| \| 60,8 \| Ytterursviken \| Ytterursviken \| \| \| 61,3 \| Alderholmen \| Alderholmen \| \| \| 62,4 \| Örviken \| Örviken \| \| \| 63,2 \| Skelleftehamns Övre \| Skelleftehamns Övre \| \| \| \| (1912–1933 Kallholmen, früher Personenhalt) \| \| \| \| 63,5 \| Killingön \| Killingön \| \| \| \| \| \| \| \| 64,1 \| Skelleftehamns Nedre \| Skelleftehamns Nedre \| \| \| \| (Skelleftehamn, ehemals Bhf.) \| \| \| \| \| Kilörssundet \| \| \| \| 65,5 \| Hamnskär \| Hamnskär \| \| \| 66,0 \| Rönnskärsverken (Rönnskär) \| Rönnskärsverken (Rönnskär) \| \| \| \| \| \| \| Quellen: [2] \| \| \| \| |                                                        |                                                   |                                                   |
| Strecke |                                                        | von Boden                                         | von Boden                                         |
| Bahnhof | 0,0                                                    | Bastuträsk                                        | Bastuträsk                                        |
| Strecke von links · Abzweig geradeaus, nach rechts und von rechts |                                                        | von und nach Vännäs                               | von und nach Vännäs                               |
| ehemaliger Bahnhof | 5,0                                                    | Röjnoret (bis 1969)                               | Röjnoret (bis 1969)                               |
| Dienststation / Betriebs- oder Güterbahnhof | 15,5                                                   | Finnforsfallet (früher Personenhalt)              | Finnforsfallet (früher Personenhalt)              |
| ehemaliger Haltepunkt / Haltestelle | 17,9                                                   | Grundfors                                         | Grundfors                                         |
| ehemaliger Bahnhof | 22,4                                                   | Krångfors                                         | Krångfors                                         |
| ehemaliger Haltepunkt / Haltestelle | 24,0                                                   | Slut (1935–1965)                                  | Slut (1935–1965)                                  |
| ehemaliger Haltepunkt / Haltestelle | 27,7                                                   | Stavbäck                                          | Stavbäck                                          |
| ehemaliger Bahnhof | 31,8                                                   | Klutmark                                          | Klutmark                                          |
| Brücke über Wasserlauf | 33,22                                                  | Skellefteälven                                    | Skellefteälven                                    |
| Strecke · Kopfbahnhof Streckenanfang (Strecke außer Betrieb) | 23,3                                                   | Boliden (24. Sept. 1929–10. Juni 1991)            | Boliden (24. Sept. 1929–10. Juni 1991)            |
| Abzweig geradeaus und ehemals von links · Strecke nach rechts (außer Betrieb) |                                                        |                                                   |                                                   |
| ehemaliger Bahnhof | 0,0 34,8                                               | Slind                                             | Slind                                             |
| ehemaliger Bahnhof | 38,3                                                   | Medle                                             | Medle                                             |
| ehemaliger Bahnhof | 44,1                                                   | Klintfors                                         | Klintfors                                         |
| ehemaliger Haltepunkt / Haltestelle | 45,2                                                   | Skellefte-Degerbyn                                | Skellefte-Degerbyn                                |
| Dienststation / Betriebs- oder Güterbahnhof | 47,4                                                   | Skellefteå                                        | Skellefteå                                        |
| Strecke |                                                        | (1915–1983: Skellefteå stad, früher Personenhalt) | (1915–1983: Skellefteå stad, früher Personenhalt) |
| ehemaliger Haltepunkt / Haltestelle | 48,9                                                   | Boviksvägen                                       | Boviksvägen                                       |
| ehemaliger Haltepunkt / Haltestelle | 49,8                                                   | Mullberget                                        | Mullberget                                        |
| ehemaliger Haltepunkt / Haltestelle | 49,8                                                   | Morön                                             | Morön                                             |
| Blockstelle | 50,5                                                   | Hedensbyn (früher Brattåkern)                     | Hedensbyn (früher Brattåkern)                     |
| ehemaliger Haltepunkt / Haltestelle | 50,6                                                   | Brattåkern                                        | Brattåkern                                        |
| ehemaliger Haltepunkt / Haltestelle | 51,3                                                   | Risön (früher Morön)                              | Risön (früher Morön)                              |
| ehemaliger Haltepunkt / Haltestelle | 52,5                                                   | Tuvan                                             | Tuvan                                             |
| ehemaliger Haltepunkt / Haltestelle | 53,2                                                   | Bergsbyn                                          | Bergsbyn                                          |
| ehemaliger Bahnhof | 54,3                                                   | Bergsholmen                                       | Bergsholmen                                       |
| ehemaliger Haltepunkt / Haltestelle | 55,7                                                   | Bergsängen                                        | Bergsängen                                        |
| Blockstelle | 55,7                                                   | Gunsen (früher Bergsängen)                        | Gunsen (früher Bergsängen)                        |
| ehemaliger Haltepunkt / Haltestelle | 57,0                                                   | Furubacken                                        | Furubacken                                        |
| ehemaliger Haltepunkt / Haltestelle | 57,7                                                   | Klemensnäs                                        | Klemensnäs                                        |
| ehemaliger Haltepunkt / Haltestelle | 58,3                                                   | Innerursviken                                     | Innerursviken                                     |
| Blockstelle | 59,3                                                   | Ursviken (ehemals Bhf.)                           | Ursviken (ehemals Bhf.)                           |
| ehemaliger Haltepunkt / Haltestelle | 60,2                                                   | Åkerviken                                         | Åkerviken                                         |
| ehemaliger Haltepunkt / Haltestelle | 60,8                                                   | Ytterursviken                                     | Ytterursviken                                     |
| ehemaliger Haltepunkt / Haltestelle | 61,3                                                   | Alderholmen                                       | Alderholmen                                       |
| ehemaliger Haltepunkt / Haltestelle | 62,4                                                   | Örviken                                           | Örviken                                           |
| Dienststation / Betriebs- oder Güterbahnhof | 63,2                                                   | Skelleftehamns Övre                               | Skelleftehamns Övre                               |
| Strecke |                                                        | (1912–1933 Kallholmen, früher Personenhalt)       | (1912–1933 Kallholmen, früher Personenhalt)       |
| ehemaliger Haltepunkt / Haltestelle | 63,5                                                   | Killingön                                         | Killingön                                         |
| Abzweig geradeaus und nach links · Strecke von rechts |                                                        |                                                   |                                                   |
| Strecke · Betriebsstelle Streckenende | 64,1                                                   | Skelleftehamns Nedre                              | Skelleftehamns Nedre                              |
| Strecke |                                                        | (Skelleftehamn, ehemals Bhf.)                     | (Skelleftehamn, ehemals Bhf.)                     |
| Brücke über Wasserlauf |                                                        | Kilörssundet                                      | Kilörssundet                                      |
| ehemaliger Haltepunkt / Haltestelle | 65,5                                                   | Hamnskär                                          | Hamnskär                                          |
| Betriebsstelle Streckenende | 66,0                                                   | Rönnskärsverken (Rönnskär)                        | Rönnskärsverken (Rönnskär)                        |
| |                                                        |                                                   |                                                   |
| Quellen: |                                                        |                                                   |                                                   |

Die Bahnstrecke Bastuträsk–Skelleftehamn (schwedisch Skelleftebanan; finnisch Skellefteån rata) ist eine schwedische Bahnstrecke von Bastuträsk nach Skelleftehamn in Västerbottens län. Sie hat eine Länge von 66 Kilometern und wurde von Statens Järnvägar erbaut. Die Normalspurstrecke ist durchgehend einspurig und elektrifiziert. Besitzer der Strecke ist der schwedische Staat, in dessen Auftrag die Strecke von Trafikverket betrieben wird.

## Geschichte
Die Strecke wurde zwischen 1910 und 1914 erbaut. Am 15. Dezember 1910 wurde der Abschnitt Bastuträsk–Klutmark für den provisorischen Güterverkehr eröffnet. Dem folgte am 4. November 1911 die Aufnahme des provisorischen Güterverkehrs zwischen Klutmark und Kalholmen, am 5. September 1912 wurde der allgemeine Verkehr zwischen Bastuträsk und Kallholmen aufgenommen. Die offizielle Inbetriebnahme des Abschnittes Kallholmen–Skelleftehamn für den Güterverkehr erfolgte am 1. Juli 1914. Die zwei Kilometer lange Verlängerung der Strecke zwischen Skelleftehamn und Rönnskär wurde 1929 im Zusammenhang mit dem Bau der Nebenstrecke nach Boliden errichtet.
In den ersten Jahren herrschte auf der Strecke nicht viel Verkehr. Dies änderte sich, als 1924 bei Boliden, nordwestlich von Skellefteå, goldhaltiges Erz gefunden wurde. Schnell wurde die Entscheidung getroffen, das Erz in einem Hüttenwerk in Rönnskär an der Spitze einer Landzunge außerhalb Skelleftehamns zu verarbeiten. Die ersten Jahre wurde das Erz auf der Straße von Boliden zu verschiedenen Stationen der Strecke transportiert.
Die Erzgesellschaft Bolidenbolaget und Statens Järnväger einigten sich sehr schnell, eine 24 Kilometer lange Eisenbahnstrecke von Boliden zur Strecke Bastuträsk–Skelleftehamn zu bauen, die im Bahnhof Slind anschloss.

## Bahnstrecke Boliden–Slind
Die Gruben- und Industriebahn wurde auf Grund der Erzvorkommen in Boliden errichtet. Die Strecke wurde weitgehend von SJ finanziert, das Bergbau-Unternehmen kümmerte sich um die Transportmöglichkeiten. Der Streckenbau wurde 1929 abgeschlossen und am 24. September 1929 in Betrieb genommen. Die offizielle Eröffnung erfolgte am 1. Januar 1930.
Zwischen 1942 und 1945 wurde die Strecke von Personenzügen befahren. 1954 wurde eine Aufbereitungsanlage in Boliden gebaut. Die Erzgrube war jedoch bald erschöpft und wurde 1967 geschlossen. Die Aufbereitung wurde mit Erz aus anderen Gruben fortgesetzt. Am 2. Februar 1991 endeten die Erzzüge von Boliden nach Rönnskär. Der Transport auf der Straße war zu diesem Zeitpunkt bereits billiger. Deshalb wurde die Nebenbahn Boliden–Slind nicht mehr gebraucht und 1993 abgebaut. Der Bahnhof von Boliden wurde am 10. Juni 1991 offiziell geschlossen.

## Seilbahn Kristineberg–Boliden
In Boliden wurden große Mengen an Kupfer, Silber, Gold und weniger edle Produkte wie Arsen, Schwefel und Blei gefunden. 1940 begann das Unternehmen mit Erzabbau in Kristineberg. Es wurde diskutiert, eine Bahnstrecke dorthin zu bauen. Die Verantwortlichen entschieden sich jedoch für eine Seilbahn von Kristinebergsvägen nach Boliden, wo das Erz auf die Bahn verladen wurde. Die 69 Kilometer lange Seilbahn war zwischen 1943 und 1987 in Betrieb und galt lange als die weltweit längste Seilbahn.

## Betrieb
Auf dem Abschnitt Skelleftehamn–Rönnskär fuhren von 1930 bis 1958 besondere Arbeiterzüge. Je nach Platz waren die Züge für jedermann zugänglich. Nichtbeschäftigte durften nicht weiter als bis zum Haltepunkt Hamnskär, 500 m vor Rönnskär, fahren. Eine kombinierte Brücke führte über den Kilörsundet zwischen Skelleftehamns nedre und Rönnskär, eine separate Brücke für Kraftfahrzeuge wurde etwa 1955 gebaut.
Während der 1930er und 1940er Jahre wurde der Personenverkehr auf Triebwagenzüge umgestellt. 1945 wurde eine direkte Schlafwagenverbindung von Stockholm nach Skelleftehamn Övre eingeführt. Der Niedergang des Personenverkehrs begann in den späten 1950er Jahren, als der Passagierverkehr zwischen Skelleftehamn Övre und Rönnskär eingestellt wurde. Der Personenverkehr in Richtung Bastuträsk wurde immer geringer und wurde 1990 komplett eingestellt, nachdem bereits ab 1987 der direkte Schlafwagen nach Stockholm nicht verkehrte. Fahrplanmäßiger Personenverkehr findet auf der Strecke nicht mehr statt.
Nach der Einstellung des Personenverkehrs wurde die Strecke für den Güterverkehr aufgewertet. Die Achslast wurde auf 25 Tonnen erhöht und 1997 wurde die Strecke elektrifiziert. Dabei wurde im gleichen Jahr ein Gleisdreieck in Betrieb genommen, mit dem der direkte Verkehr aus dem Süden wie von Helsingborg bis Skelleftehamn ohne Lok- und Richtungswechsel möglich ist.
Die meisten Züge verkehren weitgehend mit Lokomotiven des Typs Rc4 oder Rd2 oder Diesellokomotiven des Typs T44, beide von Unternehmen Green Cargo sowie Züge, die von Hector Rail befördert werden. Auf der Strecke verkehren hauptsächlich Kupfer- und Erzgüterzüge.
Boliden AB hat 2017 den Transportvertrag mit Green Cargo verlängert. Er umfasst zwei Systemzüge, den Aitikpendeln und den Kopparpendeln. Der Aitikpendeln transportiert Kupferkonzentrat von Aitikgruvan in Gällivare nach Rönnskärsverken. Das fertige Kathodenkupfer wird mit dem Kopparpendeln von Rönnskär nach Helsingborg befördert und dort an verschiedene Endkunden verschickt. Innerhalb des Werkes wird der Verschub von eigenen Lokomotiven durchgeführt.
2020 wurde die Höchstgeschwindigkeit auf dem Streckenabschnitt Finnforsafallet (km 27,100)–Skellefteå (km 40,360) wegen vorhandener Streckenmängel auf 70 km/h herabgesetzt.

## Galerie

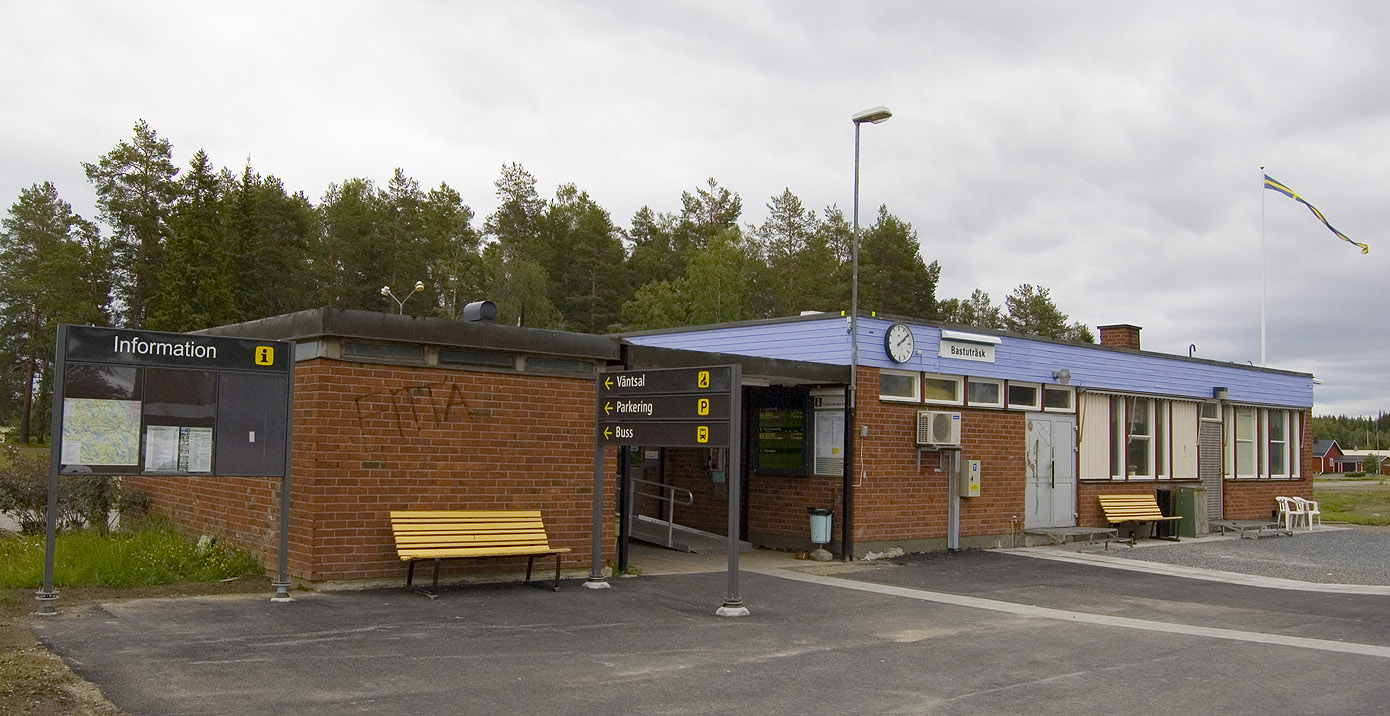
Bahnhof Bastuträsk
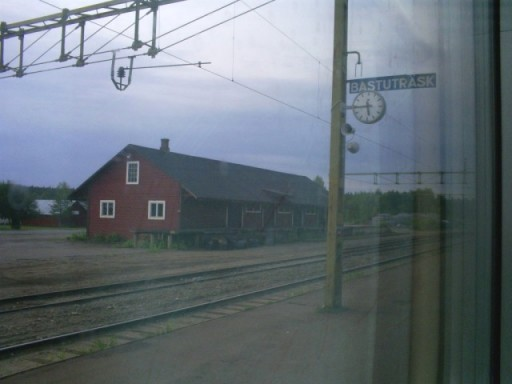
Bahnhof Bastuträsk
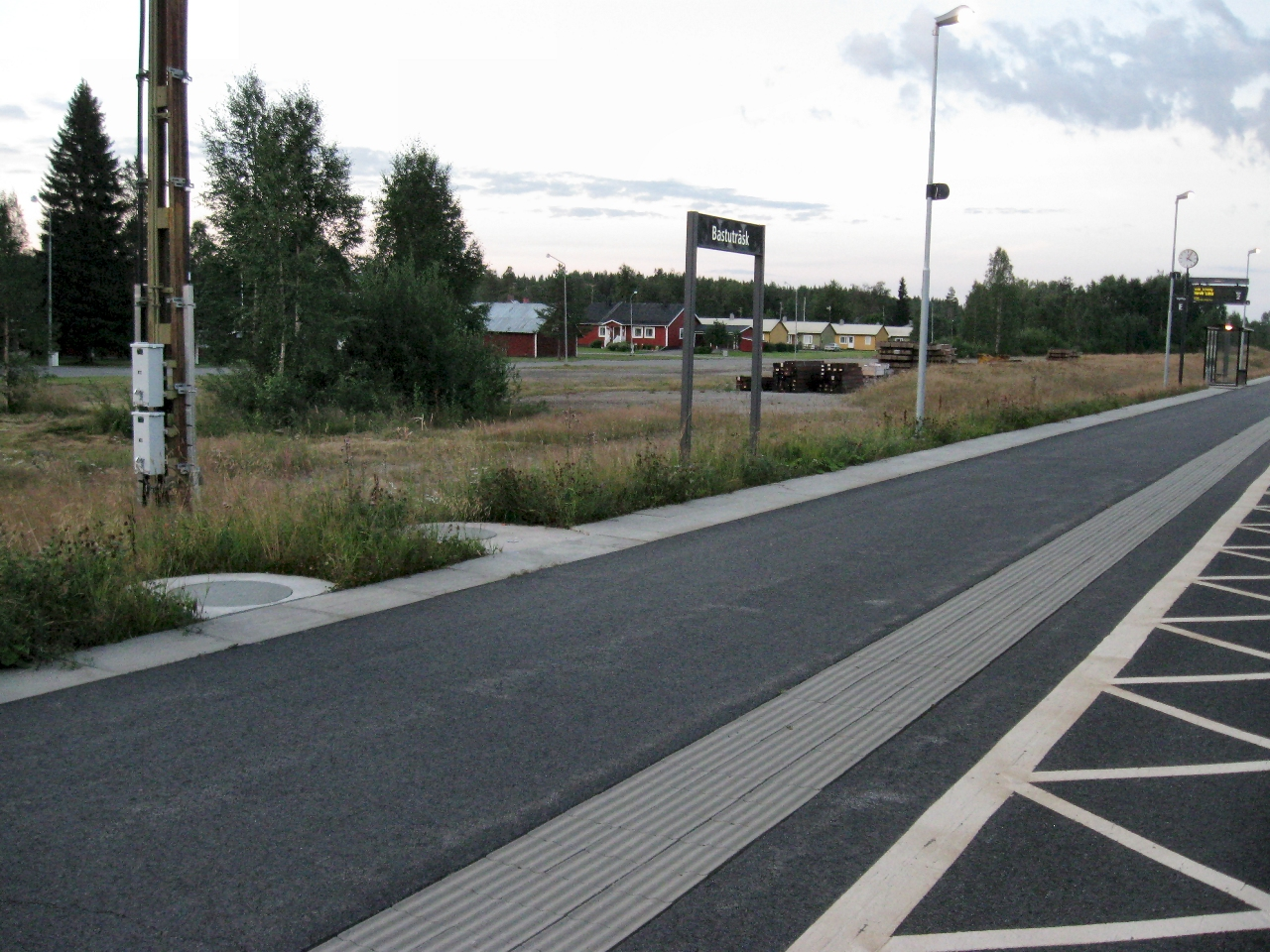
Bahnhof Bastuträsk
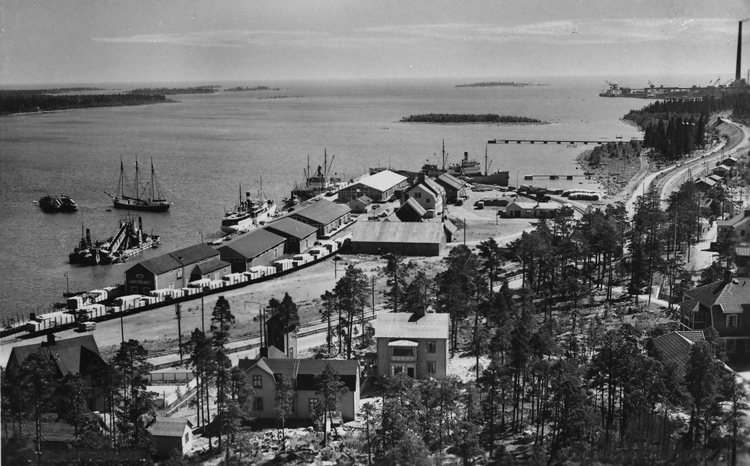
Skelleftehamn um 1935
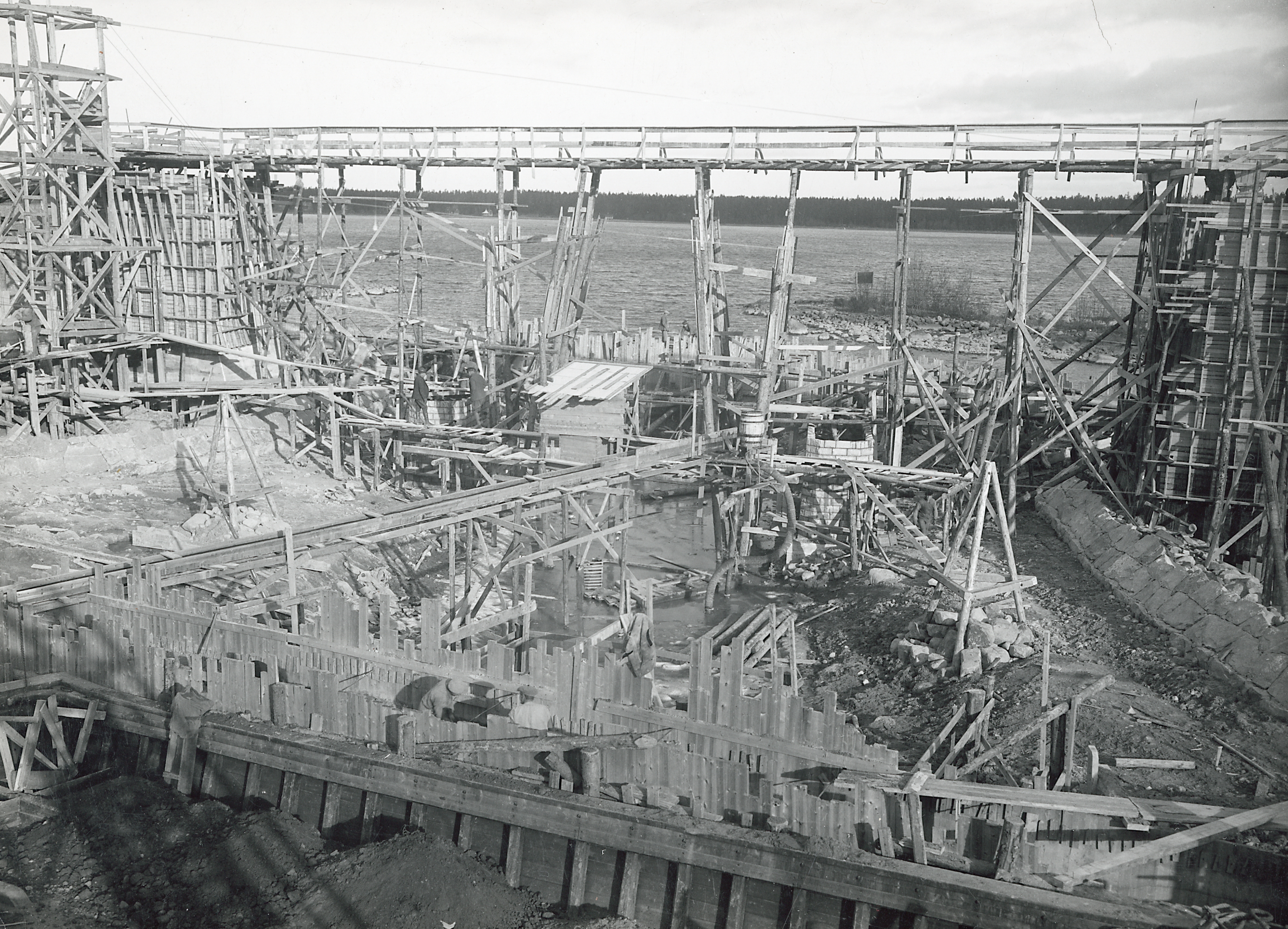
Eisenbahnbrücke über den Kilörsund